# 梦幻模拟战 (游戏)
《梦幻模拟战》是一款由Masaya公司制作、Nippon Computer Systems发行的戰略角色扮演遊戲。游戏于1992年1月28日在日本地区Mega Drive首先发行。游戏后也在PC-Engine Super CD-ROM、世嘉土星和PlayStation等平台发行。
玩家控制着一组英雄和指挥官，完成每个关卡的胜利目标。在每个关卡之前，玩家可以购买8个战斗单位。